# Montigny-Mornay-Villeneuve-sur-Vingeanne
 Montigny-Mornay-Villeneuve-sur-Vingeanne  es una población y comuna francesa, en la región de Borgoña, departamento de Côte-d'Or, en el distrito de Dijon y cantón de Fontaine-Française.

## Demografía
| 554 | 425 | 324 | 278 | 312 | 358 |
| Para los censos de 1962 a 1999 la población legal corresponde a la población sin duplicidades (Fuente: INSEE [Consultar]) |     |     |     |     |     |